# 鲍勃·冈顿
小罗伯特·帕特里克·冈顿（Robert Patrick Gunton Jr. ，1945年11月15日—）是一名美国演员，以扮演严格、专制的角色闻名，如《肖申克的救赎》中的典狱长、《越空狂龍》中的酋长、《心靈點滴》的院长和《逃离德黑兰》中的国务卿。

## 生平
他于1945年11月15日出生于加利福尼亚州圣莫尼卡，是罗斯·玛丽（Rose Marie；née Banovetz）和罗伯特·帕特里克·冈顿（Robert Patrick Gunton Sr. ）的儿子，曾就读于圣安娜的圣母高中、巴爾的摩的圣彼得学院和加利福尼亞大學爾灣分校。甘顿从小就是一名虔诚的天主教徒，本来的梦想是成为一名神父。
1969-71年间冈顿在美国陆军服役，担任美国陆军第101空降师501步兵团第2营的无线电电话接线员，曾参与越南战争（Battle of Fire Support Base Ripcord）。
他和一位战友因在撤离的最后时刻返回基地取回重要但被遗忘的无线电设备而被授予銅星勳章，因此他也是最后一批撤离越南的美军军人。在战斗中，他曾丢失了一张狗牌，但在40多年后的2018年寻回。
1980年左右，冈顿开始在百老汇登台表演，曾出演过《艾薇塔》等作品，后来又进入电视剧、电影界。